# Exilisia leighi
Exilisia leighi là một loài bướm đêm thuộc phân họ Arctiinae, họ Erebidae.